# Paul Fürst (Konditor)
Paul Fürst (* 12. August 1856 in Sierning, Österreich ob der Enns; † 14. Februar 1941 in Salzburg) war ein österreichischer Konditor und der Erfinder der „Original Salzburger Mozartkugel“.

## Biografie
Paul Fürst war der Sohn des aus Dinkelsbühl in Bayern stammenden gelernten Baders Johann Fürst (1827–1868) und von Josefine Rehle (1822–1876), einer gebürtigen Salzburgerin, Tochter eines Hofglasermeisters.
Der Vater war erst 1849 nach Salzburg gekommen, hatte 1854 dort am „Medicinal Collegium“ die Approbation als Wund- und Geburtsarzt erlangt und praktizierte seit 1853 im oberösterreichischen Sierning (er hatte die Gerechtsame für das Haus Nr. 33, später Nr. 73 inne) als Bader. In welchem Jahr der Umzug nach Salzburg erfolgte, ist bisher unbekannt. Zunächst wohnte die Familie in der Judengasse 53, dann am Wegplatz 10.
Nach dem Tod seines Vaters (er starb an Typhus und ist auf dem Petersfriedhof begraben) und der Mutter (auch seine beiden Geschwister starben schon im Kleinkindalter an Typhus) wuchs Paul Fürst bei seinem Vormund auf, dem ebenfalls in Salzburg lebenden Onkel Paul Weibhauser, der eine Konditorei in der Brodgasse 13 besaß. Vinzenz Rehle, der Schwiegervater von Pauls Vater, hatte das traditionsreiche Haus, es diente zeitweise als „Hofbäckerhaus“, 1830 erworben. Von Weibhauser erlernte Paul Fürst den Beruf des Konditors und bildete sich anschließend in den führenden Konditoreien der Metropolen Wien, Budapest, Paris und Nizza weiter.

### Erfindung des 'Mozartbonbon'

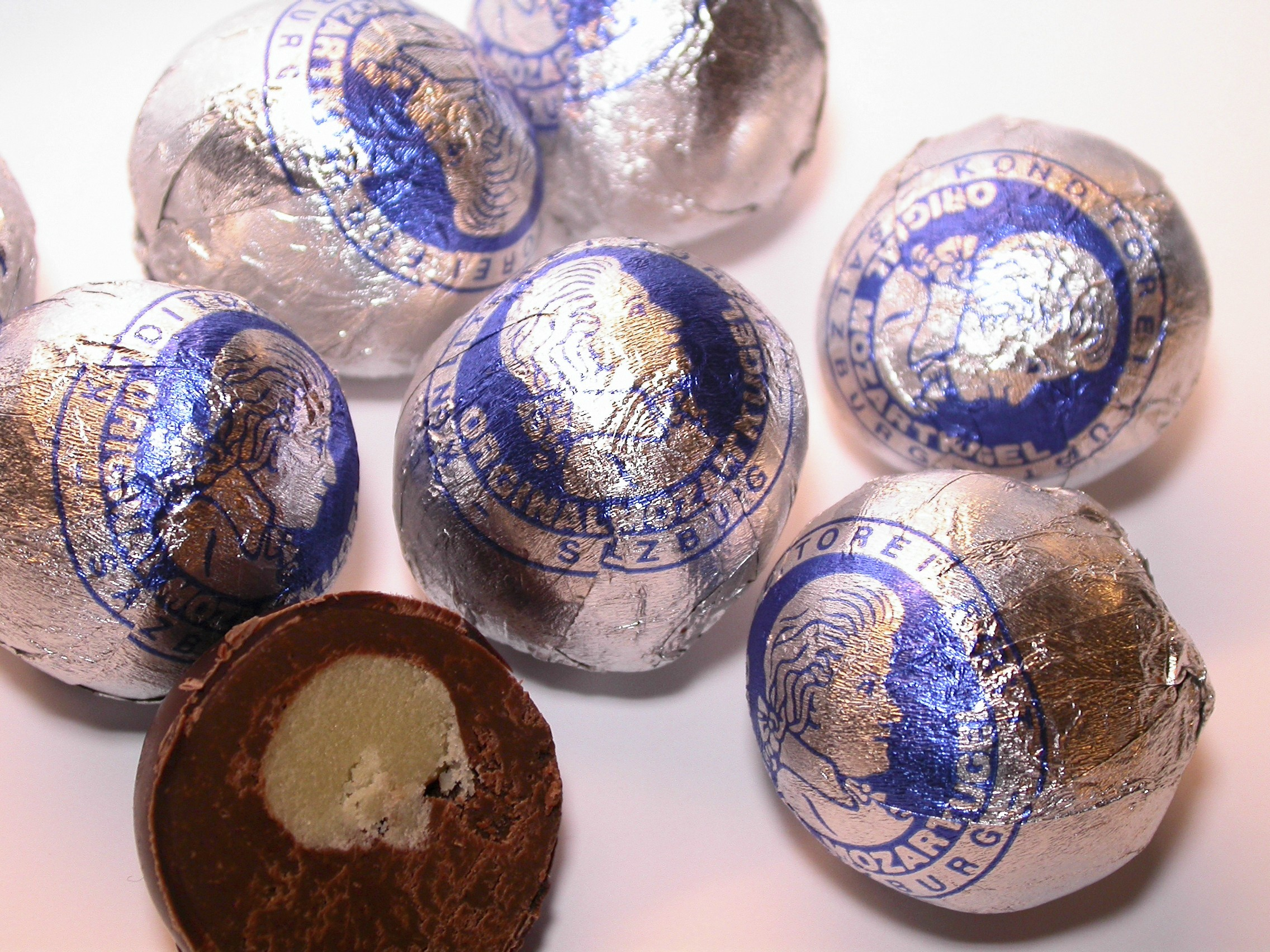
Die „Original Salzburger Mozartkugeln“ der Konditorei Fürst

1884 eröffnete er, wiederum in der Brodgasse 13, seine eigene Konditorei. Im Jahr 1890 kreierte Paul Fürst dort, nach eigenen Angaben in langen Versuchen, ein Praliné, bestehend aus Pistazien-Marzipan umhüllt mit Nougat und dunkler Kuvertüre, und benannte es nach dem Komponisten Wolfgang Amadeus Mozart „Mozartkugel“ (damals hieß es noch „Mozartbonbon“). Seine Kreation wurde auf der internationalen Gewerbeausstellung in Paris 1905 mit einer Goldmedaille ausgezeichnet.
Schon bald kamen aufgrund des großen Erfolges zahlreiche Nachahmerprodukte anderer Konditoren auf den Markt. Da Paul Fürst seine Erfindung nicht hatte patentieren lassen, ist der Name „Mozartkugel“ für sich allein rechtlich nicht geschützt.
Noch heute wird jedoch einzig in der immer noch im Familienbesitz befindlichen Konditorei Fürst am ursprünglichen Standort in der Brodgasse die „Original Salzburger Mozartkugel“ (dieser Begriff ist heute geschützt) nach dem überlieferten Rezept und mit der ursprünglichen Herstellungsmethode handgefertigt und nur an deren vier Standorten in Salzburg (sowie per Versand) verkauft, während die Nachahmerprodukte meist industriell produziert und in riesigen Stückzahlen gehandelt werden.
Nach seinem Ableben am 14. Februar 1941 wurde Paul Fürst auf dem Salzburger Kommunalfriedhof beigesetzt. In der Familiengruft am Petersfriedhof erinnert eine Gedenktafel an ihn.